# أبجر الثامن
أبجر الثامن ملك الرها ، والمعروف أيضًا باسم أبجر الكبير  أو أبجر المعنوي كان ملكًا عربيًا  لمملكة الرها من عام 177 م إلى عام 212 م.
كان أبجر الكبير معروفًا بشكل خاص باعتناقه المسيحية في حوالي عام 200 ميلادية وإعلان المسيحية كدين رسمي للمدينة في ذلك الوقت. وقد اقتُرح أن الشكل الصليبي الموجود على تاج أبجر الثامن في العملات التي سكها له معنى مسيحي.
سقطَت مملكة الرها العربية في الشام في فترة أبجر الكبير للإمبراطورية الرومانية فأصبحَت دولة تابعة. قبل تولي أبجر الثامن العرش في 165 م أعاد الجيش الروماني تنصيب معن الثامن. واستمر وجودهم بشكل كبير في المنطقة. ومع ذلك، فإن تصرفات أبجر الثامن الأولية تشير إلى أنه لم يكن مخلصًا تمامًا لروما ولم يكن خاضعًا لرقابة روما عن كثب. في حين أن عملات أبجر الثامن تحمل صورة الإمبراطور الروماني كومودوس، كان هدف أبجر هو الحفاظ على درجة من الاستقلال وتوسيع نفوذه جغرافيًا قدر الإمكان دون إزعاج القوى العظمى الرومانية والفرثية الفارسية.
دعم أبجر الثامن بيسكينيوس نيجر كإمبراطور روماني في 193 م . ومع ذلك، تم تحدي بيسكينيوس نيجر بسرعة وعزله من الإمبراطور سيبتيموس سيفيروس. صُور خضوع أبجر الثامن لسيبتيموس سيفيروس على قوس سيفيروس [الإنجليزية] في روما. لم يُعزل أبجر، ولكن حُولت مملكة الرها مقاطعةً رومانيةً وتقلصَت مملكة أبجر إلى دولة صغيرة تحتوي فقط على مدينة الرها، بعد أن كانت تسيطر على مناطق كبيرة في الشام وجنوب الأناضول. تصالح أبجر تمامًا مع سيفيروس، واستٌقبل لاحقًا بشرف كضيف للإمبراطور في روما. وفي عرض إضافي للولاء، اتخذ أبجر الثامن الاسم الروماني لوسيوس إيليوس أوريليوس سيبتيموس.
انتشرت المسيحية في الرها بشكل كبير في عهد أبجر الثامن. في حوليات الرها (540 م) تُشير التقارير إلى أن مبنى كنيسة مسيحية في الرها تعرض لأضرار في فيضان في تشرين الثاني 201 م. وكان الفيلسوف المسيحي الآشوري برديصان عضوًا في بلاط أبجر الثامن.
وعند وفاته في عام 212 م، خلف أبجر التاسع والده أبجر الكبير. ومع ذلك، استُدعي أبجر التاسع مع ابنه إلى روما في عام 213 م وقُتلا بأمر من الإمبراطور الروماني قرقلة. وبعد مرور عام أنهى قرقلة استقلال مملكة الرها، وضمها بالكامل كمقاطعة إلى الإمبراطورية الرومانية.

## طالع أيضًا
- أبجر الخامس

## ملحوظات
1. ↑  وقد زعم البعض أيضًا أن أبجر الكبير يجب اعتباره أبجر التاسع، ومع ذلك، وفقًا لـ أ. ر. بيلينجر و س. ب. ويلز، فإن هذا التأكيد غير صحيح.[6]
2. ↑  السلالة الأبجرية ذات أصول عربية.[8]
3. ↑  بعض المصادر تقول 176-211 م.[3] Healey (2009, p. 15)يسرد كلا التاريخين وربما يحتوي على شرح.

## الاستشهادات
1. 1 2 3 4 5 6  Healey 2009، صفحة 15.
2. 1 2 3  Ball 2016، صفحة 98.
3. 1 2 3 4  Drijvers & Healey 1999، صفحة 37.
4. 1 2  Dewing, Kaldellis & Mladjov 2014، صفحة 98.
5. 1 2 3  Guscin 2016، صفحة 9.
6. 1 2 3  Segal 2005، صفحة 14.
7. 1 2  Ross 2000، صفحة 46.
8. ↑  Millar 1987، صفحة 151f.
9. ↑  Ball 2000، صفحة 91.
10. ↑  Shahid 1984، صفحة 47.
11. ↑  Sayles 1998، صفحة 61.
12. ↑  Healey 2009، صفحة 14f.
13. ↑  Ball 2000.
14. ↑  Ross 2000، صفحة 60-61.

## قراءة إضافية
- Mason، E.F. (2011). A Teacher for All Generations: Essays in Honor of James C. VanderKam. Supplements to the Journal for the Study of Judaism. Brill. ص. 937. ISBN:978-90-04-22408-7. مؤرشف من الأصل في 2023-05-08. اطلع عليه بتاريخ 2017-01-25.